# Thermopsis
Thermopsis là một chi có 23 loài legumes, bản địa Bắc Mỹ và đông châu Á ôn đới.

## Các loài
- Thermopsis alpina
- Thermopsis californica - phía tây Bắc Mỹ[2]
- Thermopsis divaricarpa - Rocky Mountains Bắc Mỹ[2]
- Thermopsis fraxinifolia - phía đông Bắc Mỹ[2]
- Thermopsis gracilis - phía tây Bắc Mỹ[2]
- Thermopsis lupinoides - Siberia đến Nhật Bản[3][4][5]
- Thermopsis macrophylla - phía tây Bắc Mỹ[2]
- Thermopsis mollis - phía đông Bắc Mỹ[2]
- Thermopsis montana - Rocky Mountains Bắc Mỹ[2]
- Thermopsis rhombifolia - Rocky Mountains Bắc Mỹ[2]
- Thermopsis robusta - phía tây Bắc Mỹ[2]
- Thermopsis villosa - phía đông Bắc Mỹ[2]

## Hình ảnh

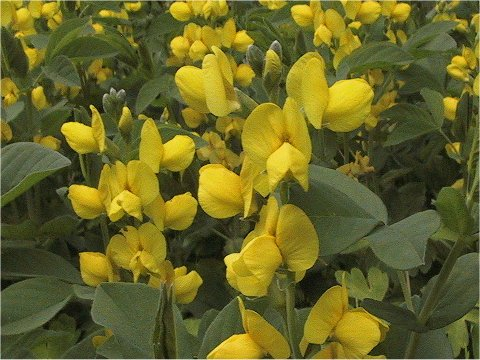
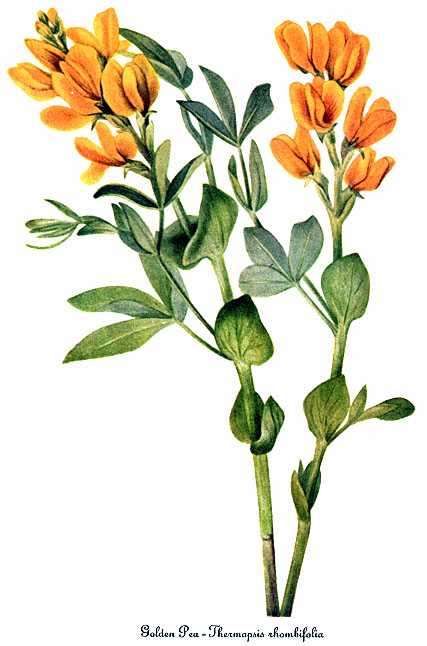
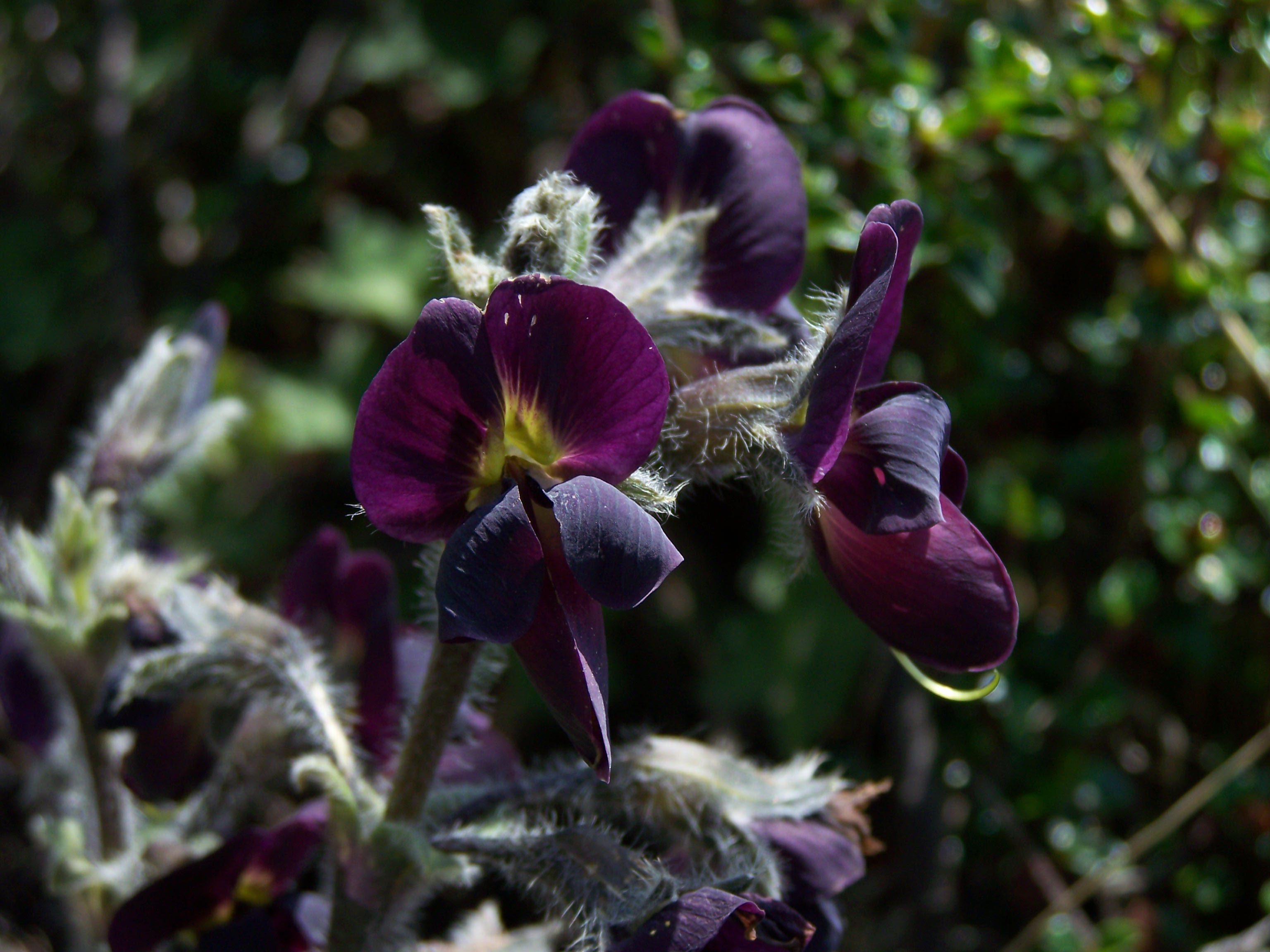